# Eesti Rahvusringhääling
Естонська громадська телерадіомовна компанія (ест. Eesti Rahvusringhääling, ERR) — громадська організація, створена 1 липня 2007 об'єднанням Естонського радіо (Eesti Raadio) та Естонського телебачення (Eesti Televisioon) на правах, передбачених Естонським національним актом про телерадіомовлення. Компанію очолює Марґус Аллікмаа, колишній голова Естонського радіо.
Акт було прийнято Естонським парламентом 18 січня 2007 року. Тоді ж було призначено Естонську раду з телерадіомовлення (Eesti Ringhäälingunõukogu), що повинна координувати діяльність п'яти національних радіоканалів та єдиної телевізійної станції. Телекомпанія є членом Європейського союзу телерадіомовлення.
Регулярні радіопередачі розпочалися в Естонії 18 грудня 1926, а телепередачі 19 липня 1955.

## Канали
Існує два національні телеканали:
- ETV – загальний канал
- ETV2 – програми для дітей та для російськомовної меншини, культурні програми, наприклад, якісні фільми й серіали

Існує 5 радіоканалів:
- Vikerraadio – повноформатна програма
- Raadio 2 – музична станція для слухачів віком від 15 до 29, що спеціалізується на попмузиці й андеграунді
- Klassikaraadio – записи класичної й народної музики, джаз, культурні програми
- Raadio 4 – програми для меншин, зокрема російськомовної меншини
- Raadio Tallinn – новини й інформація для чужоземців, куди входить Vikerradio, BBC, Deutsche Welle та Radio France Internationale.